# Дяченко Михайло Григорович
Дяченко Михайло Григорович — нар. 15 серпня 1947 р. в селі Михайлівка Царичанського району Дніпропетровщини, помер 10 січня 2024.  

## Життєпис
Навчався в ДНУ, де закінчив три курси історико-філологічного факультету. Працював у рідному селі різноробом, листоношею, інспектором з кадрів колгоспу «Авангард» та КСП «Оріль». 
1965 року вірші, переклади, афоризми, пісні Дяченка друкувалися в обласних та республіканських газетах і журналах «Вітчизна», «Україна», «Дніпро», «Київ», «Січеслав», а також у колективних збірках «Провесінь», «Україно, ти — моя молитва», «Дороги Чионгшону» та альманахах «Вітрила», «Роксоланія», «Свічадо». Один із авторів «Антології поезії Придніпров'я» (2000) і збірок: «Слово про літературу та письменників Придніпров'я» (2005) та «Шевченкіада Придніпров'я» (2008).

## Книги
- «Іще зозулі слово не погасло…» (1991)
- «Свято Білої Лілеї» (1991)
- «Музика і мати» (2008)
- «Фієста серця» (2012) — ця книга із попередньою є різножанровими (поезії, переклади, автопереклади, рядки, цікаві словосполучення, статті, есеї, листи, контамінації, афоризми, уривки зі щоденника, пісні).
- «Підручник з Поезії» (2013, дві книги, 920 ст.)
- «Відрядження у Відродження» (2015)
- «Підручник з Поезії» (2016). [3]

## Нагороди, звання
- Член Національної спілки письменників України (1999).
- Лауреат обласної літературної премії ім. Миколи Шутя.